# Дрогоевские
Дрогоевские (пол. Drohojowski) — дворянский род герба Корчак галицко-руского происхождения.
Восходит к началу XVI века. Ян Томаш Дрогоевский, референдарий коронный, был послом Стефана Батория во Франции и Турции. Род этот внесён в I часть Дворянской родословной книги Волынской и Киевской губерний.